# Primera B de Chile 2002
El Campeonato Nacional «BancoEstado» de Primera B de Chile 2002 fue la 52° edición de la segunda categoría del fútbol profesional de Chile, correspondiente a la temporada 2002. Se jugó desde el 16 de febrero hasta el 1 de diciembre de 2002.
En este torneo se incorporaron Lota Schwager (campeón de la Tercera División 2001) y los descendidos de la Primera División: Puerto Montt y O'Higgins.

## Movimientos divisionales
| Pos | a Primera División Apertura 2002 y Clausura 2002 |
| --- | ------------------------------------------------ |
| 1º  | Deportes Temuco (Campeón)                        |
| 2º  | Cobresal                                         |

| Pos | desde Tercera División de Chile 2001 |
| --- | ------------------------------------ |
| 1º  | Lota Schwager                        |

| Pos | Descendido desde Primera División 2001 |
| --- | -------------------------------------- |
| 1º  | O'Higgins                              |
| 2º  | Deportes Puerto Montt                  |

| Pos | Descendido a Tercera División de Chile 2002 |
| --- | ------------------------------------------- |
| 1º  | Deportes Linares                            |

## Equipos participantes
| Equipo                | Ciudad                   |
| --------------------- | ------------------------ |
| Deportes Antofagasta  | Antofagasta              |
| Deportes Arica        | Arica                    |
| Deportes Iquique      | Iquique                  |
| Deportes La Serena    | La Serena                |
| Deportes Melipilla    | Melipilla                |
| Deportes Ovalle       | Ovalle                   |
| Deportes Puerto Montt | Puerto Montt             |
| Deportes Talcahuano   | Talcahuano               |
| Everton               | Viña del Mar             |
| Fernández Vial        | Concepción               |
| Lota Schwager         | Coronel                  |
| Magallanes            | Maipú, Santiago de Chile |
| O'Higgins             | Rancagua                 |
| Provincial Osorno     | Osorno                   |
| Unión La Calera       | La Calera                |
| Univ.de Concepción    | Concepción               |

## Sistema de campeonato
El campeonato se divide en tres fases de catorce fechas cada una. 
La primera etapa se denominará Regional, los 16 equipos participantes de dividieron en 2 grupos de ocho equipos, el Norte y el Sur. 
Juegan todos contra todos en dos ruedas. 
La segunda etapa se denominará Nacional, los cuatro primeros de cada serie, se juntan en el Grupo A y los cuatro últimos en el Grupo B. 
La tercera etapa se denominará Liguillas. Reinician sin puntos, los seis primeros de cada serie, se juntan en el Grupo A más los dos primeros del B.
El séptimo y el octavo del Grupo A, más los seis últimos del Grupo B, forman el Grupo B. 
El Grupo A participará en el Grupo Liguilla del Campeón. 
El Grupo B participará en el Grupo Liguilla del Descenso. 
El equipo con menor cantidad de puntos, en el Grupo Liguilla del Descenso, baja a Tercera División. 
Los equipos que ocupen el primer y segundo lugar, de la Liguilla del Campeón, suben a Primera División.

## Primera fase

### Zona Norte

#### Resultados
| Local \ Visita       | ANT | DAR | IQQ | DLS | OVA | MAG | EVE | ULC |
| -------------------- | --- | --- | --- | --- | --- | --- | --- | --- |
| Deportes Antofagasta |     | 3-1 | 2-1 | 1-2 | 2-1 | 2-1 | 3-4 | 0-0 |
| Deportes Arica       | 2-2 |     | 0-3 | 1-5 | 2-0 | 3-1 | 4-1 | 1-4 |
| Deportes Iquique     | 1-1 | 2-3 |     | 0-0 | 0-1 | 1-1 | 0-0 | 1-2 |
| Deportes La Serena   | 2-1 | 3-1 | 5-3 |     | 6-0 | 4-0 | 2-3 | 2-0 |
| Deportes Ovalle      | 1-0 | 2-1 | 3-1 | 1-4 |     | 3-0 | 1-1 | 1-3 |
| Magallanes           | 2-1 | 3-2 | 3-4 | 1-3 | 1-2 |     | 0-1 | 2-2 |
| Everton              | 0-2 | 2-2 | 2-1 | 1-2 | 5-1 | 2-1 |     | 1-0 |
| Unión La Calera      | 4-1 | 1-0 | 1-4 | 1-2 | 3-0 | 1-0 | 2-2 |     |

#### Tabla
| Pos | Equipo               | Pts | PJ | G  | E | P  | GF | GC | DIF |
| --- | -------------------- | --- | -- | -- | - | -- | -- | -- | --- |
| 1   | Deportes La Serena   | 37  | 14 | 12 | 1 | 1  | 42 | 14 | 28  |
| 2   | Unión La Calera      | 24  | 14 | 7  | 3 | 4  | 24 | 17 | 7   |
| 3   | Everton              | 22  | 14 | 7  | 4 | 3  | 25 | 21 | 4   |
| 4   | Deportes Ovalle      | 19  | 14 | 6  | 1 | 7  | 17 | 29 | -12 |
| 5   | Deportes Antofagasta | 18  | 14 | 5  | 3 | 6  | 21 | 22 | -1  |
| 6   | Deportes Arica       | 14  | 14 | 4  | 2 | 8  | 23 | 32 | -9  |
| 7   | Deportes Iquique     | 13  | 14 | 3  | 4 | 7  | 22 | 24 | -2  |
| 8   | Magallanes           | 8   | 14 | 2  | 2 | 10 | 16 | 31 | -15 |

PJ = Partidos Jugados; G = Partidos Ganados; E = Partidos empatados; P = Partidos perdidos; GF = Goles a favor; GC = Goles en contra; DIF = Diferencia de goles; Pts = Puntos
|  | Clasificado a Grupo A |
|  | Clasificado a Grupo B |

### Zona Sur

#### Resultados
| Local \ Visita            | DPM | TAL | MEL | AFV | LSC | OHI | OSO | UDC |
| ------------------------- | --- | --- | --- | --- | --- | --- | --- | --- |
| Deportes Puerto Montt     |     | 2-2 | 2-0 | 2-3 | 0-0 | 0-1 | 1-3 | 1-0 |
| Deportes Talcahuano       | 1-1 |     | 1-0 | 2-1 | 3-1 | 5-0 | 4-0 | 1-1 |
| Deportes Melipilla        | 0-1 | 1-0 |     | 1-1 | 3-1 | 1-0 | 2-1 | 1-0 |
| Arturo Fernández Vial     | 1-2 | 0-2 | 2-1 |     | 1-1 | 2-1 | 2-0 | 0-1 |
| Lota Schwager             | 2-1 | 2-0 | 0-2 | 0-4 |     | 2-4 | 1-0 | 1-3 |
| O'Higgins                 | 0-1 | 2-0 | 1-2 | 2-1 | 3-2 |     | 1-2 | 1-3 |
| Provincial Osorno         | 1-3 | 2-0 | 1-0 | 2-2 | 0-1 | 2-0 |     | 3-2 |
| Universidad de Concepción | 1-0 | 2-1 | 4-2 | 1-1 | 3-0 | 1-0 | 6-2 |     |

#### Tabla
| Pos | Equipo                    | Pts | PJ | G | E | P | GF | GC | DIF |
| --- | ------------------------- | --- | -- | - | - | - | -- | -- | --- |
| 1   | Universidad de Concepción | 29  | 14 | 9 | 2 | 3 | 28 | 14 | 14  |
| 2   | Deportes Melipilla        | 22  | 14 | 7 | 1 | 6 | 16 | 15 | 1   |
| 3   | Deportes Talcahuano       | 21  | 14 | 6 | 3 | 5 | 22 | 15 | 7   |
| 4   | Deportes Puerto Montt     | 21  | 14 | 6 | 3 | 5 | 17 | 15 | 2   |
| 5   | Arturo Fernández Vial     | 19  | 14 | 5 | 4 | 5 | 21 | 18 | 3   |
| 6   | Provincial Osorno         | 19  | 14 | 6 | 1 | 7 | 19 | 25 | -6  |
| 7   | Lota Schwager             | 14  | 14 | 4 | 2 | 8 | 14 | 27 | -13 |
| 8   | O'Higgins                 | 6   | 14 | 5 | 0 | 9 | 16 | 24 | -8  |

PJ = Partidos Jugados; G = Partidos Ganados; E = Partidos empatados; P = Partidos perdidos; GF = Goles a favor; GC = Goles en contra; DIF = Diferencia de goles; Pts = Puntos
|  | Clasificado a Grupo A |
|  | Clasificado a Grupo B |

## Segunda fase

### Grupo A

#### Tabla
| Pos | Equipo                    | Pts | PJ | G | E | P | GF | GC | DIF |
| --- | ------------------------- | --- | -- | - | - | - | -- | -- | --- |
| 1   | Deportes Talcahuano       | 28  | 14 | 8 | 4 | 2 | 19 | 8  | 11  |
| 2   | Everton                   | 21  | 14 | 5 | 6 | 3 | 23 | 21 | 2   |
| 3   | Universidad de Concepción | 20  | 14 | 5 | 5 | 4 | 23 | 19 | 4   |
| 4   | Unión La Calera           | 20  | 14 | 6 | 2 | 6 | 24 | 24 | 0   |
| 5   | Deportes Puerto Montt     | 20  | 14 | 6 | 2 | 6 | 18 | 18 | 0   |
| 6   | Deportes Melipilla        | 17  | 14 | 4 | 5 | 5 | 16 | 17 | -1  |
| 7   | Deportes La Serena        | 17  | 14 | 4 | 5 | 5 | 21 | 23 | -2  |
| 8   | Deportes Ovalle           | 9   | 14 | 2 | 3 | 9 | 21 | 35 | -14 |

PJ = Partidos Jugados; G = Partidos Ganados; E = Partidos empatados; P = Partidos perdidos; GF = Goles a favor; GC = Goles en contra; DIF = Diferencia de goles; Pts = Puntos
|  | Clasificado a Fase Final (Liguilla del Campeón)  |
|  | Clasificado a Fase Final (Liguilla del Descenso) |

### Grupo B

#### Tabla
| Pos | Equipo                | Pts | PJ | G | E | P | GF | GC | DIF |
| --- | --------------------- | --- | -- | - | - | - | -- | -- | --- |
| 1   | Deportes Antofagasta  | 28  | 14 | 8 | 4 | 2 | 21 | 8  | 13  |
| 2   | O'Higgins             | 27  | 14 | 8 | 3 | 3 | 21 | 15 | 6   |
| 3   | Provincial Osorno     | 26  | 14 | 8 | 2 | 4 | 27 | 14 | 13  |
| 4   | Arturo Fernández Vial | 22  | 14 | 6 | 4 | 4 | 19 | 19 | 0   |
| 5   | Deportes Iquique      | 16  | 14 | 4 | 4 | 6 | 23 | 24 | -1  |
| 6   | Lota Schwager         | 16  | 14 | 5 | 1 | 8 | 21 | 31 | -10 |
| 7   | Magallanes            | 10  | 14 | 2 | 4 | 8 | 16 | 26 | -10 |
| 8   | Deportes Arica        | 10  | 14 | 2 | 4 | 8 | 19 | 30 | -11 |

PJ = Partidos Jugados; G = Partidos Ganados; E = Partidos empatados; P = Partidos perdidos; GF = Goles a favor; GC = Goles en contra; DIF = Diferencia de goles; Pts = Puntos
|  | Clasificado a Fase Final (Liguilla del Campeón)  |
|  | Clasificado a Fase Final (Liguilla del Descenso) |

## Fase final

### Liguilla del Campeón

#### Resultados
| Local \ Visita            | ANT | MEL | OHI | DPM | UDC | TAL | EVE | ULC |
| ------------------------- | --- | --- | --- | --- | --- | --- | --- | --- |
| Deportes Antofagasta      |     | 1-1 | 1-0 | 1-0 | 0-0 | 4-2 | 1-3 | 3-1 |
| Deportes Melipilla        | 2-1 |     | 0-2 | 0-0 | 4-3 | 4-0 | 0-2 | 4-1 |
| O'Higgins                 | 3-1 | 1-3 |     | 2-2 | 2-0 | 2-1 | 1-1 | 1-1 |
| Deportes Puerto Montt     | 2-1 | 2-1 | 2-1 |     | 2-1 | 1-3 | 2-0 | 4-1 |
| Universidad de Concepción | 0-0 | 1-1 | 1-0 | 3-2 |     | 2-1 | 2-2 | 3-0 |
| Deportes Talcahuano       | 2-2 | 0-0 | 1-1 | 1-2 | 1-2 |     | 2-1 | 2-1 |
| Everton                   | 1-0 | 0-0 | 2-3 | 0-0 | 1-3 | 1-0 |     | 5-1 |
| Unión La Calera           | 2-1 | 0-0 | 2-1 | 2-3 | 0-0 | 2-1 | 1-0 |     |

#### Tabla
| Pos | Equipo                    | Pts | PJ | G | E | P | GF | GC | DIF |
| --- | ------------------------- | --- | -- | - | - | - | -- | -- | --- |
| 1   | Deportes Puerto Montt     | 27  | 14 | 8 | 3 | 3 | 24 | 17 | 7   |
| 2   | Universidad de Concepción | 23  | 14 | 6 | 5 | 3 | 21 | 16 | 5   |
| 3   | Deportes Melipilla        | 21  | 14 | 5 | 6 | 3 | 20 | 14 | 6   |
| 4   | Everton                   | 19  | 14 | 5 | 4 | 5 | 19 | 16 | 3   |
| 5   | O'Higgins                 | 19  | 14 | 5 | 4 | 5 | 20 | 18 | 2   |
| 6   | Unión La Calera           | 15  | 14 | 4 | 3 | 7 | 15 | 28 | -13 |
| 7   | Deportes Antofagasta      | 13  | 14 | 4 | 4 | 6 | 17 | 19 | -2  |
| 8   | Deportes Talcahuano       | 12  | 14 | 3 | 3 | 8 | 17 | 25 | -8  |

PJ = Partidos Jugados; G = Partidos Ganados; E = Partidos empatados; P = Partidos perdidos; GF = Goles a favor; GC = Goles en contra; DIF = Diferencia de goles; Pts = Puntos
|  | Clasificado a la Primera División |

|                               |
| Campeón Deportes Puerto Montt |
| 1.º título                    |

### Liguilla del Descenso

#### Tabla
| Pos | Equipo                | Pts | PJ | G | E | P | GF | GC | DIF |
| --- | --------------------- | --- | -- | - | - | - | -- | -- | --- |
| 1   | Magallanes            | 24  | 14 | 7 | 3 | 4 | 23 | 22 | 1   |
| 2   | Arturo Fernández Vial | 21  | 14 | 6 | 6 | 2 | 22 | 19 | 3   |
| 3   | Deportes La Serena    | 20  | 14 | 6 | 2 | 6 | 29 | 24 | 5   |
| 4   | Provincial Osorno     | 20  | 14 | 6 | 2 | 6 | 20 | 21 | -1  |
| 5   | Lota Schwager         | 18  | 14 | 5 | 3 | 6 | 24 | 21 | 3   |
| 6   | Deportes Arica        | 18  | 14 | 5 | 3 | 6 | 20 | 24 | -4  |
| 7   | Deportes Ovalle       | 17  | 14 | 4 | 5 | 5 | 16 | 16 | -0  |
| 8   | Deportes Iquique      | 13  | 14 | 3 | 4 | 7 | 23 | 30 | -7  |

PJ = Partidos Jugados; G = Partidos Ganados; E = Partidos empatados; P = Partidos perdidos; GF = Goles a favor; GC = Goles en contra; DIF = Diferencia de goles; Pts = Puntos
|  | Descendido a la Tercera División |